# Simon Guggenheim
Simon Guggenheim, född 30 december 1867 i Philadelphia, död 2 november 1941 i New York, var en amerikansk republikansk politiker, affärsman och filantrop. Han representerade delstaten Colorado i USA:s senat 1907-1913. Han var son till affärsmannen Meyer Guggenheim och bror till konstsamlaren Solomon Robert Guggenheim.
Guggenheim studerade vid Pierce Business School i Philadelphia och studerade därefter språk i två år i Europa. Han var verksam inom gruvdriften. Han flyttade 1888 till Colorado. Han gifte sig 1898 med Olga Hirsh. Bröllopsfesten firades på hotellet Waldorf-Astoria i New York. Guggenheim var elektor för Theodore Roosevelt i presidentvalet i USA 1904. För att fira sitt första barns, Johns, födelse år 1905 donerade han 80 000 $ till Colorado School of Mines. Byggnaden Guggenheim Hall byggdes med de pengarna. Parets andra son George föddes 1907.
Guggenheim efterträdde 1907 Thomas M. Patterson som senator för Colorado. Han efterträddes sex år senare av John F. Shafroth.
Sonen John avled 1922 och till hans minne inrättades stiftelsen John Simon Guggenheim Memorial Foundation vars uppgift är att dela ut stipendier inom konstens område. Andra sonen George begick självmord år 1939.
Guggenheim var judisk och han gravsattes på Woodlawn Cemetery i Bronx.